# Agnes Flight
Agnes Flight (japanska: アグネスフライト), född 2 mars 1997, död 11 januari 2023, var ett engelskt fullblod, mest känd för att ha segrat i Kyoto Shimbun Hai (2000) och Tokyo Yushun (2000). Han var även helbror med Agnes Tachyon.

## Bakgrund
Agnes Flight var en fuxhingst efter Sunday Silence och under Agnes Flora (efter Royal Ski). Han föddes upp av Shadai Farm och ägdes av Takao Watanabe. Han tränades under tävlingskarriären av Hiroyuki Nagahama.
Agnes Flight tävlade mellan 1999 och 2000, och sprang in totalt 299 193 000 japanska yen på 14 starter, varav 4 segrar och 2 andraplatser. Han tog karriärens största segrar i Kyoto Shimbun Hai (2000) och Tokyo Yushun (2000).
Agnes Flight avlivades den 11 januari 2023 på grund av ålderskrämpor som gjorde att han inte längre kunde stå upp.